# روبرت ورث بينغهام
روبرت ورث بينغهام (بالإنجليزية: Robert Worth Bingham)‏ هو محامي ودبلوماسي وقاضي وسياسي أمريكي، ولد في 8 نوفمبر 1871 بمقاطعة أورانج في الولايات المتحدة، وتوفي في 18 ديسمبر 1937 ببالتيمور في الولايات المتحدة. حزبياً، نشط في الحزب الجمهوري والحزب الديمقراطي. وقد انتخب قائمة سفراء الولايات المتحدة لدى المملكة المتحدة.

## روابط خارجية
- روبرت ورث بينغهام على موقع إن إن دي بي (الإنجليزية)